# Seznam žijících katolických biskupů Chorvatska
Toto je seznam žijících katolických biskupů a arcibiskupů Chorvatska nebo těchto osob odsud pocházejících. Jsou rozděleny podle diecézí.

## Arcidiecéze Đakovo-Osijek

Đuro Hranić Arcibiskup od 2013
Marin Srakić Arcibiskup 2008–2013

## Arcidiecéze Rijeka

Ivan Devčić Arcibiskup od 2000

## Arcidiecéze Split–Makarska

Marin Barišić Arcibiskup od 2000

## Arcidiecéze Záhřeb

Josip Bozanić Arcibiskup od 1997
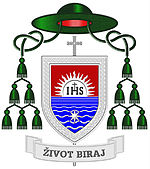
Valentin Pozaić Pomocný biskup od 2005
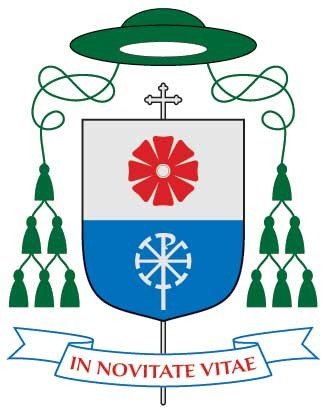
Ivan Šaško Pomocný biskup od 2008
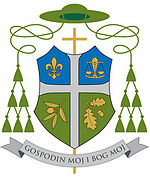
Mijo Gorski Pomocný biskup od 2010

## Arcidiecéze Zadar

Želimir Puljić Arcibiskup od 2010

## Diecéze Bjelovar–Križevci

Vjekoslav Huzjak Biskup od 2009

## Diecéze Dubrovnik

Mate Uzinić Biskup od 2011

## Diecéze Gospić–Senj

Mile Bogović Biskup od 2000

## Diecéze Hvar

Slobodan Štambuk Biskup od 1989

## Diecéze Krk

Ivica Petanjak Biskup od 2015
Valter Župan Emeritní biskup 1998-2015

## Diecéze Poreč i Pula

Dražen Kutleša Biskup od 2012
Ivan Milovan Biskup 1997–2012
Antun Bogetić Biskup 1984–1997

## Diecéze Požega

Antun Škvorčević Biskup od 1997

## Diecéze Šibenik

Ante Ivas Biskup od 1997

## Diecéze Sisak

Vlado Košić Biskup od 2009

## Diecéze Varaždin

Josip Mrzljak Biskup od 2007

## Vojenský ordinariát

Juraj Jezerinac Biskup od 1997

## Eparchie Križevci

Nikola Kekić Biskup od 2009

## Biskupové pocházející z Chorvatska

Martin Vidović Titulární arcibiskup Ninský od 2004
Nikola Eterović Titulární arcibiskup Cibalæský od 2009